# Acción del 25 de febrero de 1781
La acción de 25 de febrero 1781 fue un combate naval luchado contra el cabo Finisterre entre el naval español fragata sexta tasa Graña de 30 armas de fuego y de la Marina Real de quinta fragata HMS Cerberus de 32 cañones. Graña se rindió tras una dura pelea.
El 25 de febrero de 1781, mientras navegaba a 20 leguas del cabo Finisterre, el HMS Cerberus, al mando del capitán Robert Mann, avistó Graña.
Graña , con don Nicolás de Medina, estaba un mes fuera de Ferrol pero había capturado poco. Cerberus cerró sobre Graña y en quince minutos los británicos habían ganado. Los oficiales españoles luchaban siempre que podía, pero a medida que Cerberus ' s costados entraron en vigor los marineros españoles se negaron a luchar. Una mayor resistencia parecía inútil, por lo que De Medina golpeó los colores de Graña.
En la acción con Cerberus , Graña perdió a su primer teniente y seis hombres muertos y diecisiete heridos, de su tripulación de 166 hombres; los británicos sólo sufrieron dos heridos. La Royal Navy puso a Graña en servicio como HMS Grana . Tras su victoria, el capitán Mann recibió el mando del HMS Scipio de 64 cañones.